# Scotorepens balstoni
Scotorepens balstoni är en fladdermusart som först beskrevs av Thomas 1906.  Scotorepens balstoni ingår i släktet Scotorepens och familjen läderlappar. Inga underarter finns listade i Catalogue of Life.
Denna fladdermus förekommer i centrala Australien och i kontinentens västra och sydöstra delar även vid kusten. Den vistas i låglandet och i låga bergstrakter upp till 480 meter över havet. Scotorepens balstoni lever i torra habitat men behöver vattenpölar. Den vilar på dagen i trädens håligheter och i byggnader. Honor är cirka sju månader dräktiga och föder en eller två ungar per kull.